# Armée de la Confédération germanique
L'armée de la Confédération germanique était une force militaire allemande, constituée de soldats des différents États membres de la confédération et dont l'objectif primaire était la défense de ses membres contre des ennemis extérieurs. Concrètement, elle était principalement dirigée contre la France qui avait dans le passé mené plusieurs tentatives d'invasion au sein du Saint-Empire romain germanique. La Russie était aussi une menace, les thèses panslaviques mettant en danger la domination autrichienne sur certaines nations slaves de son empire. Les lois fondatrices de cette armée ne prévoient pas le cas d'une guerre entre membres, comme cela est arrivé avec la guerre des Duchés, où le roi du Danemark était également membre de la confédération de par son titre de duc de Holstein. La guerre austro-prussienne de 1866, voit s'affronter deux autres États membres pour la domination sur la confédération. La défaite autrichienne mène à la dissolution de cette armée.

## Composition
En 1835, l'armée de la Confédération germanique compte 303 484 hommes. Ils proviennent des États suivants :
| État                      | Unité militaire associée                  | Total   | Chasseurs | Infanterie | Cavalerie | Artillerie | Génie | Canons |
| ------------------------- | ----------------------------------------- | ------- | --------- | ---------- | --------- | ---------- | ----- | ------ |
| Empire autrichien         | Ier, IIe, IIIe Corps d'armée              | 094 826 | 03 675    | 069 826    | 013 546   | 06 827     | 0948  | 0192   |
| Prusse                    | IVe, Ve, VIe Corps d'armée                | 079 234 | 03 071    | 058 347    | 011 319   | 05 705     | 0792  | 0160   |
| Bavière                   | VIIe Corps d'armée                        | 035 600 | 01 380    | 026 215    | 05 068    | 02 563     | 0356  | 072    |
| Royaume de Wurtemberg     | VIIIe Corps d'armée                       | 013 955 |           | 010 826    | 01 994    | 01 145     |       | 018    |
| Grand-duché de Bade       | VIIIe Corps d'armée                       | 010 000 |           | 07 751     | 01 429    | 0820       |       | 020    |
| Grand-duché de Hesse      | VIIIe Corps d'armée                       | 06 195  |           | 04 820     | 0885      | 0508       |       | 012    |
| Royaume de Saxe           | IXe Corps d'armée                         | 031 679 | 01 168    | 023 369    | 04 308    | 02 473     | 0301  | 060    |
| Électorat de Hesse-Cassel | IXe Corps d'armée                         | 05 679  |           | 04 402     | 0812      | 0466       |       | 010    |
| Duché de Nassau           | IXe Corps d'armée                         | 04 039  |           | 03 721     |           | 0318       |       | 08     |
| Luxembourg                | Protection de la forteresse de Luxembourg | 02 556  |           | 0 1 981    | 0365      | 0210       |       | 04     |
| Royaume de Hanovre        | Xe Corps d'armée                          | 013 054 |           | 010 118    | 01 865    | 01 071     | 0217  | 026    |
| Duché de Saxe-Lauenbourg  | Xe Corps d'armée                          | 03 600  |           | 02 791     | 0514      | 0295       |       | 06     |
| Duché de Brunswick        | Xe Corps d'armée                          | 02 096  |           | 01 625     | 0299      | 0172       |       | 04     |
| Mecklembourg-Schwerin     | Xe Corps d'armée                          | 03 580  |           | 02 775     | 0511      | 0294       |       | 06     |
| Mecklembourg-Strelitz     | Xe Corps d'armée                          | 0718    |           | 0588       | 059       |            |       |        |
| Grand-duché d'Oldenbourg  | Xe Corps d'armée                          | 02 800  |           | 02 621     |           | 0179       |       | 04     |
| Lübeck, Brême, Hambourg   | Xe Corps d'armée                          | 02 190  |           | 01 699     | 0312      | 0179       |       | 04     |
| Saxe-Altenbourg           | 1er Bataillon de Division de réserve      | 0982    |           | 0982       |           |            |       |        |
| Saxe-Cobourg et Gotha     | 2e Bataillon de Division de réserve       | 01 366  |           | 01 366     |           |            |       |        |
| Saxe-Meiningen            | 3e Bataillon de Division de réserve       | 01 150  |           | 01 150     |           |            |       |        |
| Saxe-Weimar-Eisenach      | 4e et 5e Bataillon de Division de réserve | 02 010  | 0300      | 01 710     |           |            |       |        |
| Anhalt-Dessau             | 6e et 7e Bataillon de Division de réserve | 0529    |           | 0529       |           |            |       |        |
| Anhalt-Köthen             | 6e et 7e Bataillon de Division de réserve | 0325    |           | 0325       |           |            |       |        |
| Anhalt-Bernbourg          | 6e et 7e Bataillon de Division de réserve | 0370    |           | 0370       |           |            |       |        |
| Hesse-Hombourg            | 6e et 7e Bataillon de Division de réserve | 0200    | 0200      |            |           |            |       |        |
| Schwarzbourg-Rudolstadt   | 10e Bataillon de Division de réserve      | 0539    |           | 0539       |           |            |       |        |
| Schwarzburg-Sondershausen | 10e Bataillon de Division de réserve      | 0351    |           | 0351       |           |            |       |        |
| Hohenzollern-Sigmaringen  | 11e Bataillon de Division de réserve      | 0356    |           | 0356       |           |            |       |        |
| Hohenzollern-Hechingen    | 11e Bataillon de Division de réserve      | 0155    |           | 0155       |           |            |       |        |
| Liechtenstein             | 11e Bataillon de Division de réserve      | 055     |           | 055        |           |            |       |        |
| Reuß branche cadette      | 12e Bataillon de Division de réserve      | 0223    |           | 0223       |           |            |       |        |
| Reuß branche aînée        | 12e Bataillon de Division de réserve      | 0522    |           | 0522       |           |            |       |        |
| Francfort-sur-le-Main     | Garde du quartier général                 | 0400    |           | 0400       |           |            |       |        |

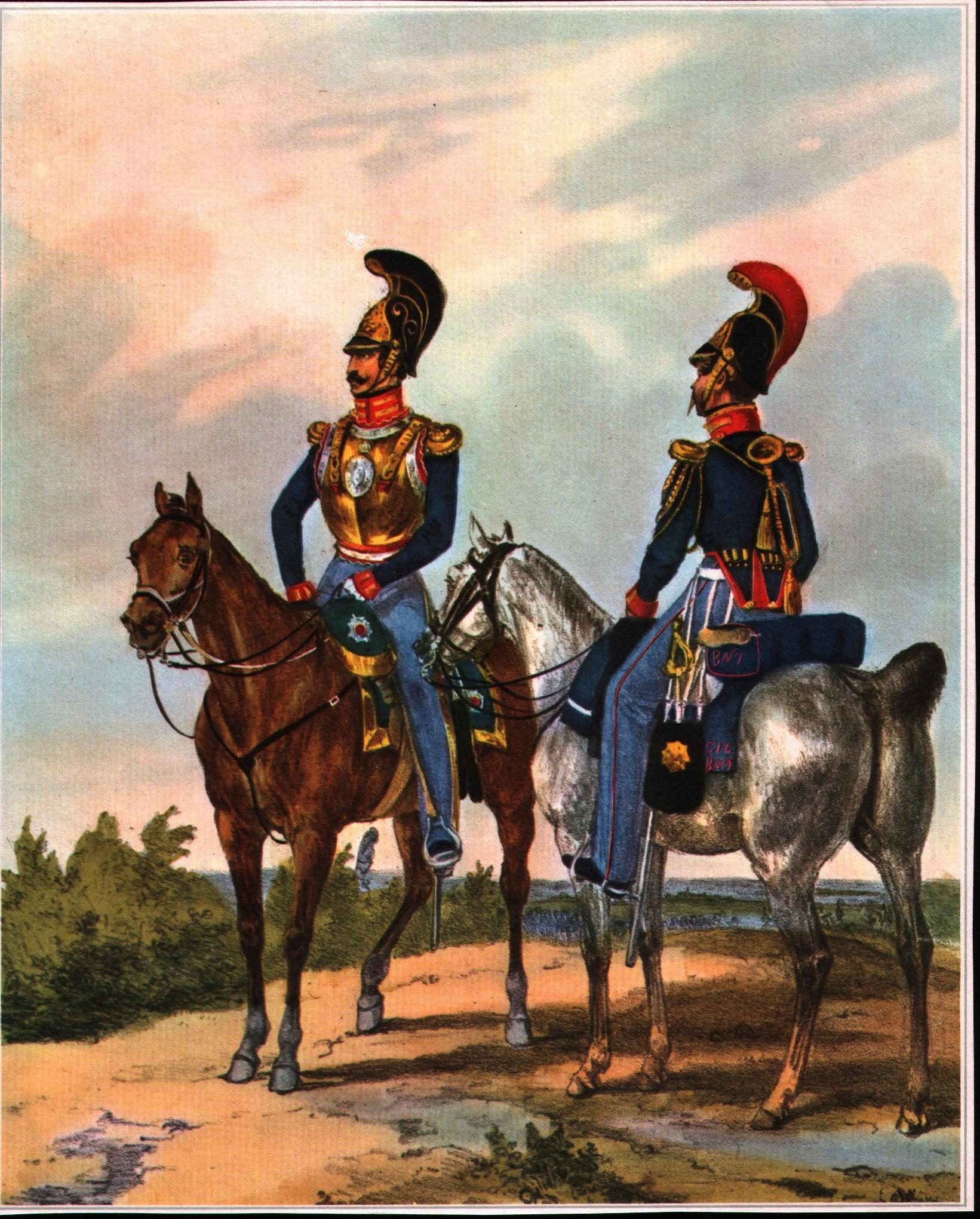
Garde du Corps Royaume de Hanovre, 1835
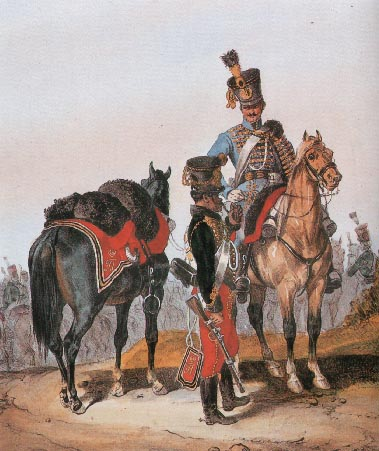
Hussard autrichien
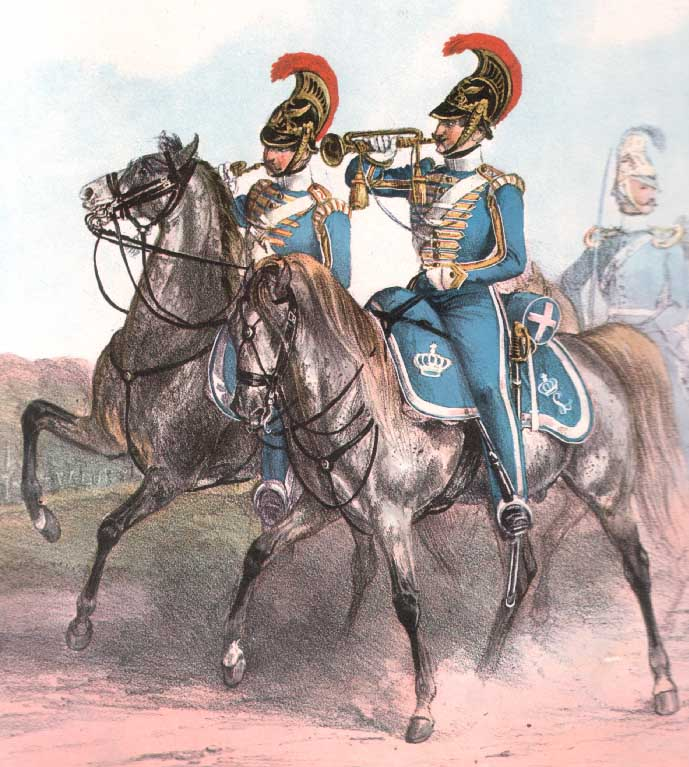
Dragon badois
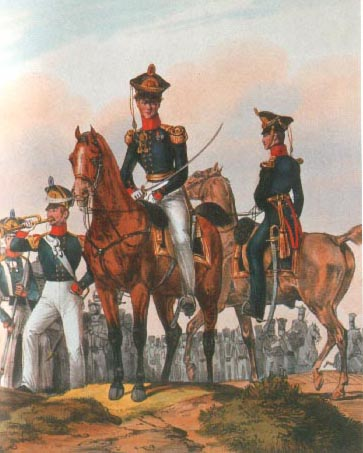
Infanterie d'Oldenbourg
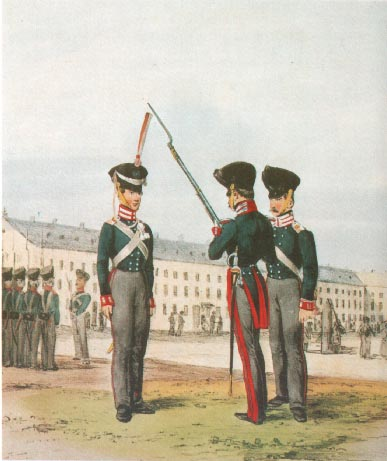
Garde d'infanterie de Hesse-Cassel
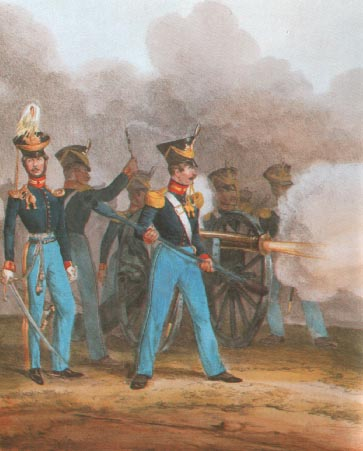
Artillerie du royaume de Hanovre
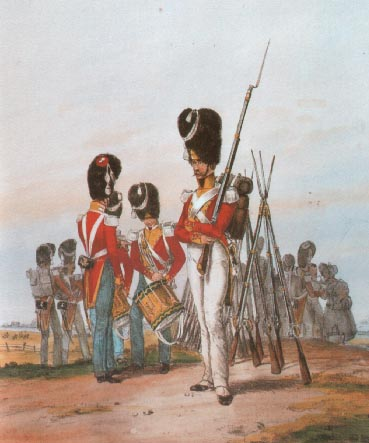
Garde d'infanterie saxonne
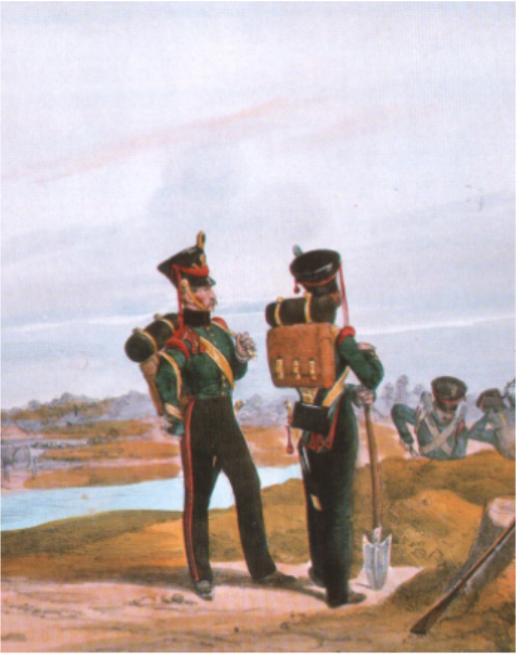
Génie de Nassau
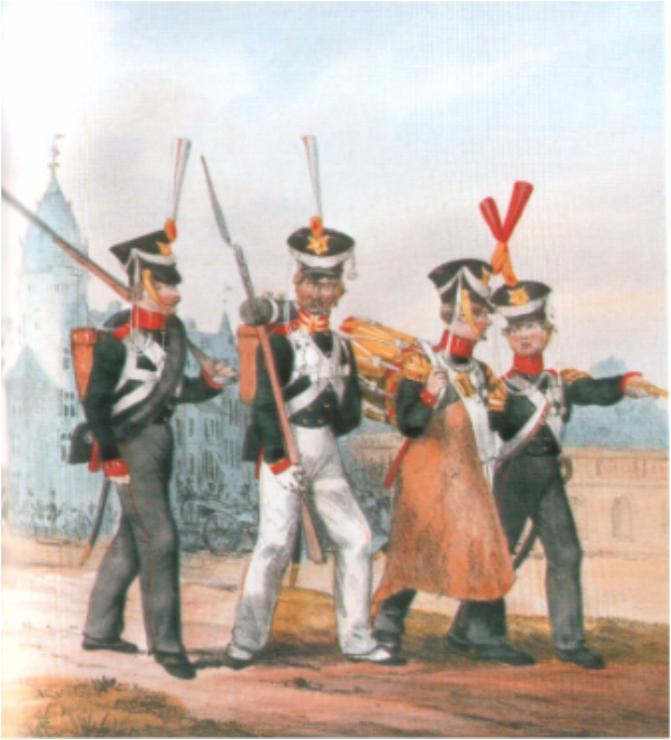
Fusiliers de Lippe-Detmoldi
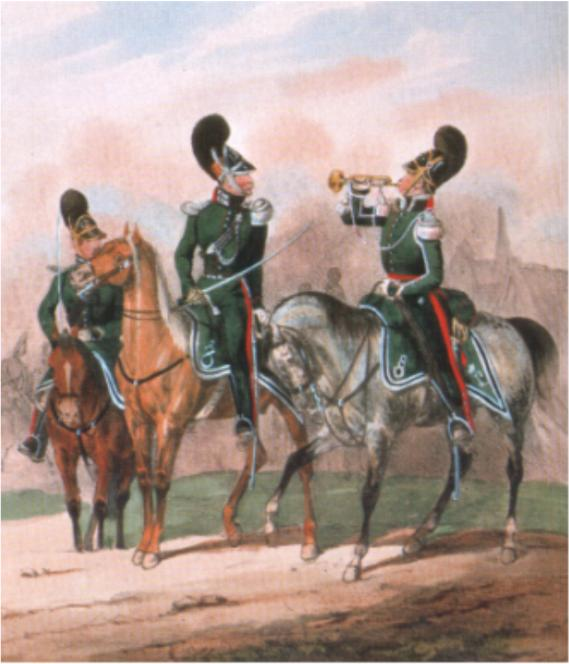
Cavalerie légère de Hesse
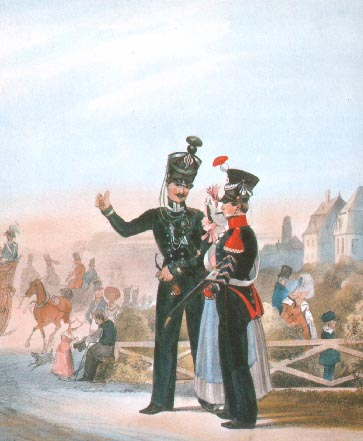
Soldat à pied de la ville de Francfort-sur-le-Main portant la cocarde noir-rouge-or
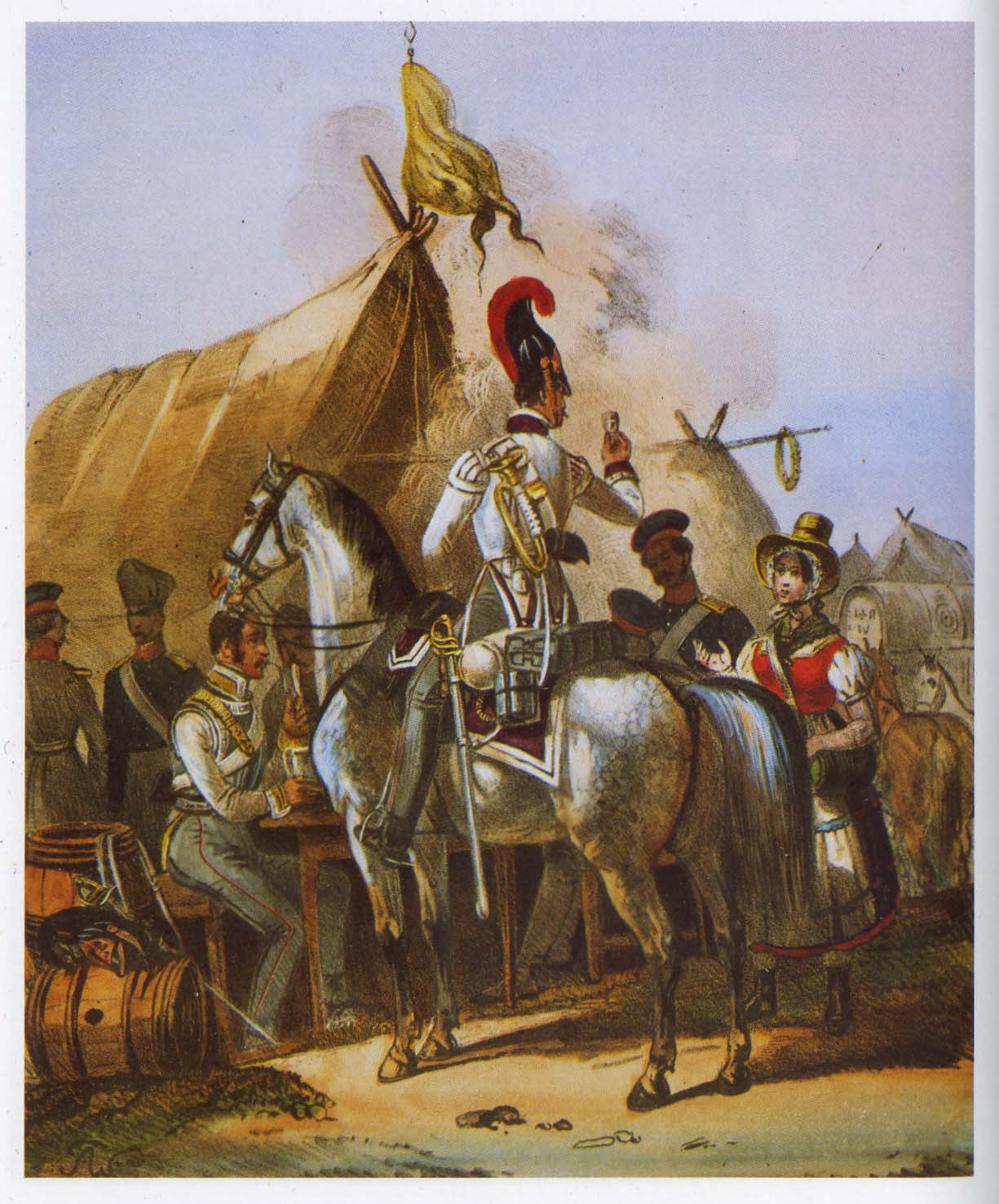
Cuirassier prussien

Jusqu'en 1830, la plus petite unité militaire était le corps d'armée, toutefois les 18 plus petits États l'ont jugé inadaptée. En effet, le manque de formation tactique commune et les différences dans l'armement rendaient la manœuvre de telles unités trop lourde. À la place, on créa des divisions de réserves venant renforcer les garnisons des forts en cas de conflit. Les soldats de la ville de Francfort quant à eux étaient affectés à la défense du quartier général.

## Tâches, utilisation et méthode de combat
La période dite du Biedermeier a été relativement paisible et l'attente pour la mise à l'épreuve de l'armée fut longue. Le maintien de l'armée n'est d'ailleurs dû qu'au soutien des deux grandes puissances de la confédération que sont la Prusse et l'Autriche, les petits et moyens États n'auraient pu à eux seuls repousser une invasion extérieure. Lors de cette première période des opérations internes à la confédération contre un de ses membres furent menées, on parle de Bundesexekution. Ainsi en 1829, cette sanction est décidée pour la première fois contre Brunswick et en 1834 une seconde contre Francfort. Cependant dans les deux cas la menace de l'intervention militaire suffit et les troupes ne participent à aucun combat.

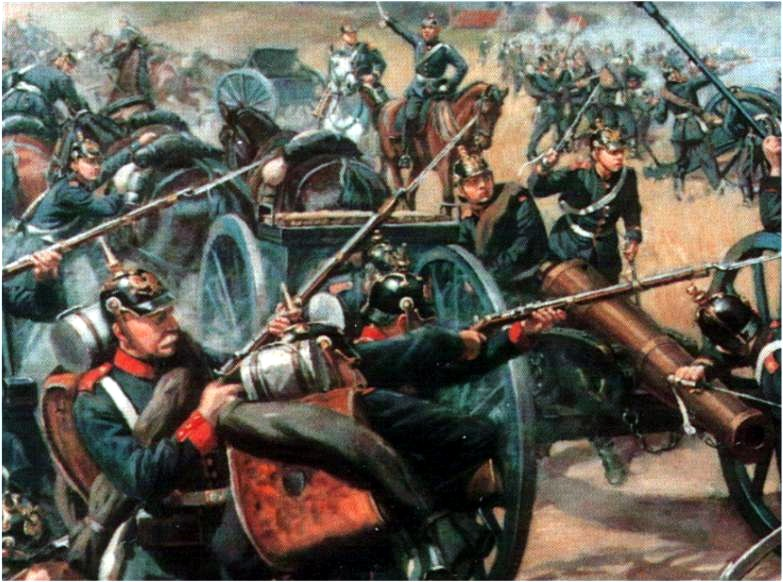
Artillerie prussienne près de Langensalza en 1866

Des Bundesinterventionen sont également décidées, ce sont des missions de rétablissement de l'ordre dans la confédération afin de réprimer des révoltes. Une première intervention a lieu en 1830 au Luxembourg, en 1833 à Francfort, en 1848 et 1849 dans le Palatinat rhénan et dans le pays de Bade enfin en 1850 et 1852 dans l'électorat de Hesse-Cassel. Ces missions sont chaque fois soldée de succès. Il est à noter qu'il n'y a pas que les deux grandes puissances qui participent à ces interventions, par exemple les troupes du grand-duché de Hesse participent aux opérations dans le pays de Bade.
La première vraie intervention militaire a lieu en 1848 et 1849 lors de la première Guerre des Duchés contre le Danemark. Les 9 000 soldats de Schleswig-Holstein sont rejoints par 14 000 soldats prussiens et 11 000 soldats de Hanovre, d'Oldenbourg, du Mecklembourg, de Brunswick et autres. En 1863, la question des Duchés n'étant toujours pas réglée, l'armée de la confédération envahit de nouveau le Holstein avec une brigade autrichienne, prussienne, saxonne et de Hanovre. Le Danemark perdit la guerre et dut laisser la Prusse et l'Autriche occuper le Schleswig et le Holstein. Les questions du partage de ces territoires entre les deux puissances et de la domination sur la confédération menèrent à la guerre austro-prussienne en 1866 durant laquelle l'Autriche utilisa la procédure de Bundesexecution contre la Prusse. La Prusse sortit de la confédération germanique et lui déclara de facto la guerre. La victoire de la Prusse lors de la bataille décisive de Sadowa décida de l'issue du conflit. Certes les troupes de Hanovre infligèrent une défaite à la Prusse et à la Saxe-Cobourg et Gotha le 27 juin 1866 à la bataille de Langensalza, toutefois des difficultés de ravitaillement et de nombreuses pertes les poussèrent 2 jours après à arrêter les combats. Le manque de coordination et les divergences de point de vue sur la tactique à mener dans le camp de l'Autriche et de la confédération expliquent également leur défaite face à la Prusse. Ainsi l'armée de Hesse-Cassel ne s'est mise en mouvement qu'avec réticence à cause des affinités du prince-électeur d'Hesse-Cassel avec la Prusse, elle protégea Mayence et ne participa pour ainsi dire à aucun combat. La mobilité, la formation militaire et l'armement supérieurs de la Prusse lui assurèrent la victoire.

## Cause de l'échec
De manière résumée, on peut dire que l'armée de la Confédération germanique n'a pas réussi son examen de passage. La défaite de 1866 était pourtant prévisible : seule une partie des troupes fut mobilisée et toutes les troupes mobilisées ne furent pas menées au combat ou alors de manière réticente. La formation militaire était également défaillante ou manquante et ne pouvait pas permettre de rivaliser avec des troupes prussiennes très motivées et très coordonnées. Une autre raison de l'échec vient du fait que les princes des petits États n'étaient pas prêts à soutenir vraiment cette armée et son idée fondatrice, principalement pour des raisons budgétaires.

## États membres
| État                                          | Superficie km2 | Population   | Apport financier (pourcentage du total) | Apport financier (valeur absolue en Florins) |
| --------------------------------------------- | -------------- | ------------ | --------------------------------------- | -------------------------------------------- |
| Empire d'Autriche                             | 0 197 573      | 0 10 086 900 | 0 31,44                                 | 0 9 432                                      |
| Royaume de Prusse                             | 0 185 496      | 0 9 957 000  | 0 26,52                                 | 0 7 956                                      |
| Royaume de Bavière                            | 0 76 258       | 0 4 120 000  | 0 11,8                                  | 0 3 540                                      |
| Royaume de Wurtemberg                         | 0 19 504       | 0 1 547 400  | 0 4,63                                  | 0 1 389                                      |
| Royaume de Saxe                               | 0 14 993       | 0 1 480 000  | 0 3,98                                  | 0 1 194                                      |
| Royaume de Hanovre                            | 0 38 452       | 0 1 549 000  | 0 4,33                                  | 0 1 299                                      |
| Grand-duché de Bade                           | 0 15 269       | 0 1 175 000  | 0 3,31                                  | 0 993                                        |
| Grand-duché de Hesse                          | 0 7 680        | 0 720 000    | 0 2,05                                  | 0 615                                        |
| Grand-duché de Mecklembourg-Schwerin          | 0 13 304       | 0 455 000    | 0 1,19                                  | 0 357                                        |
| Grand-duché de Mecklembourg-Strelitz          | 0 2 929        | 0 85 000     | 0 0,24                                  | 0 72                                         |
| Grand-duché d'Oldenbourg                      | 0 6 420        | 0 250 000    | 0 0,73                                  | 0 219                                        |
| Grand-duché de Saxe-Weimar-Eisenach           | 0 3 593        | 0 233 814    | 0 0,67                                  | 0 201                                        |
| Grand-duché du Luxembourg                     | 0 2 586        | 0 259 500    | 0 0,40                                  | 0 120                                        |
| Électorat de Hesse                            | 0 9 581        | 0 629 000    | 0 1,88                                  | 0 564                                        |
| Duché d'Anhalt-Dessau                         | 0 840          | 0 57 629     | 0 0,19                                  | 0 57                                         |
| Duché d'Anhalt-Köthen                         | 0 727          | 0 36 000     | 0 0,10                                  | 0 30                                         |
| Duché d'Anhalt-Bernbourg                      | 0 780          | 0 43 325     | 0 0,12                                  | 0 36                                         |
| Duché de Brunswick                            | 0 3 690        | 0 245 783    | 0 0,69                                  | 0 20                                         |
| Duché de Holstein et Duché de Saxe-Lauenbourg | 0 9 580        | 0 450 000    | 0 0,12                                  | 0 35                                         |
| Duché de Nassau                               | 0 4 700        | 0 360 000    | 0 1,00                                  | 0 300                                        |
| Duché de Saxe-Altenbourg                      | 0 1 287        | 0 114 048    | 0 0,33                                  | 0 99                                         |
| Duché de Saxe-Cobourg et Gotha                | 02 688         | 0 156 639    | 0 0,37                                  | 0 111                                        |
| Duché de Saxe-Hildburghausen                  | 0 0            | 0 0          | 0 0                                     | 0 0                                          |
| Duché de Saxe-Meiningen                       | 0 2 293        | 0 136 000    | 0 0,38                                  | 0 114                                        |
| Principauté de Hohenzollern-Hechingen         | 0 236          | 0 17 000     | 0 0,05                                  | 0 15                                         |
| Principauté de Hohenzollern-Sigmaringen       | 0 906          | 0 42 341     | 0 1,40                                  | 0 420                                        |
| Principauté de Lippe                          | 0 1 133        | 0 77 500     | 0 0,23                                  | 0 69                                         |
| Principauté de Schaumbourg-Lippe              | 0 536          | 0 23 128     | 0 0,07                                  | 0 21                                         |
| Principauté du Liechtenstein                  | 0 159          | 0 5 800      | 0 0,02                                  | 0 6                                          |
| Principauté de Reuss branche aînée            | 0 316          | 0 24 500     | 0 0,07                                  | 0 21                                         |
| Principauté Reuss branche cadette             | 0 826          | 0 590 000    | 0 0,17                                  | 0 51                                         |
| Principauté de Schwarzbourg-Rudolstadt        | 0 940          | 0 60 000     | 0 0,18                                  | 0 54                                         |
| Principauté de Waldeck-Pyrmont                | 0 1 121        | 0 56 000     | 0 0,17                                  | 0 51                                         |
| Principauté de Schwarzbourg-Sondershausen     | 0 862          | 0 51 767     | 0 0,15                                  | 0 45                                         |
| Landgraviat de Hesse-Hombourg                 | 0 275          | 0 23 000     | 0 0,07                                  | 0 21                                         |
| Lübeck                                        | 0 298          | 0 45 600     | 0 0,13                                  | 0 39                                         |
| Hambourg                                      | 0 410          | 0 154 000    | 0 0,43                                  | 0 129                                        |
| Brême                                         | 0 256          | 0 52 000     | 0 0,16                                  | 0 48                                         |
| Ville libre de Francfort                      | 0 101          | 0 54 000     | 0 0,16                                  | 0 48                                         |

Note
1. ↑  Sans la Hongrie, la Transylvanie, la Galicie, la Dalmatie, la Slavonie, l'Illyrie et les territoires du nord de l'Italie à l'exception de Trieste.
2. 1 2 3 4  Part incluse dans la confédération.
3. ↑  Sans la province de Prusse-Orientale, la province de Prusse-Occidentale et la province de Posnanie.
4. ↑  En 1826, la Saxe-Gotha devient par héritage la propriété de la Saxe-Cobourg.
5. ↑  En 1826, la Saxe-Hildburghausen est intégrée à la Saxe-Meiningen.

## Traité constituant
Les tractations concernant la formation de la force armée commencèrent en 1818 et se terminèrent le 9 avril 1821 avec le vote des grandes lignes du projet au Bundestag. Il comportait 24 articles et resta en l'état jusqu'en 1866. Parmi les articles essentiels on compte :
- La participation de tous les États à l'armée avec un contingent correspondant prédéfini.
- La mise à disposition de ce contingent en temps de paix.
- La mobilisation permanente de cette armée avec la mise en place de forces de réserves formées.
- La nomination des commandants des troupes parmi les troupes en présence. Dans les unités militaires formées de troupes d'États différents, un accord doit être trouvé entre les États à ce sujet.
- L'indépendance des cours martiales.
- Le commandant en chef ne doit être nommé qu'en cas de guerre et est responsable devant le Bundestag.
- La domination d'un État sur les autres doit être évitée.

Des directives plus précises, divisées en 94 paragraphes sont votées par un petit comité (Engeren Rat) le 12 avril 1821. Y sont spécifiés : l'organisation des troupes, l'armement, la mobilisation et la formation des troupes. Les fortifications font l'objet d'un traité séparé le 11 juillet 1822.
Par le jeu des unions personnelles, certains souverains étaient à la fois chef d'un État de la confédération et d'un État étranger. C'est par exemple le cas du roi du Danemark qui était en même temps duc de Saxe-Lauenbourg et de Holstein, ou du roi des Pays-Bas qui était grand-duc de Luxembourg et duc du Limbourg et enfin du roi d'Angleterre qui portait également la couronne de Hanovre (jusqu'en 1837).

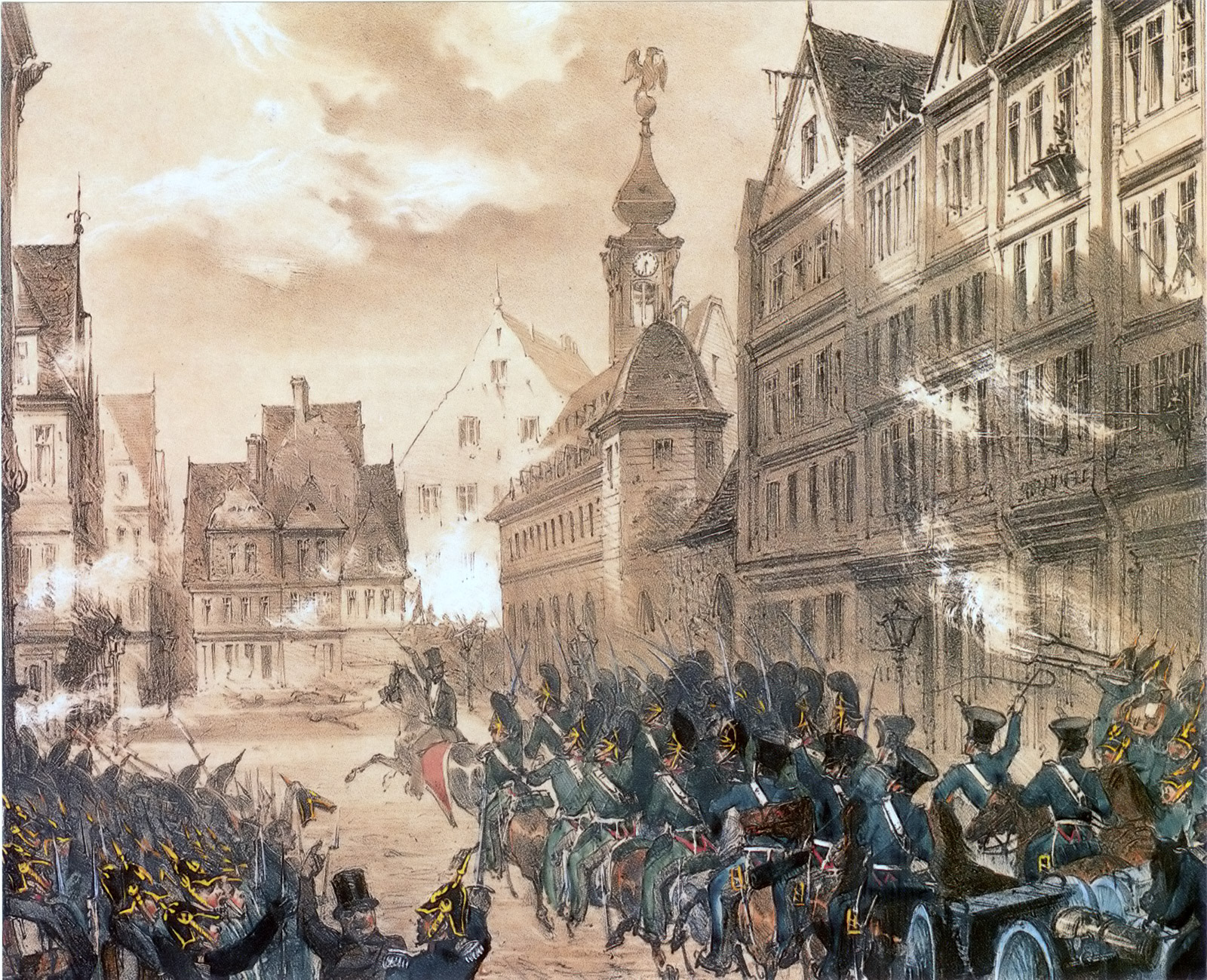
Les combats de barricades à Francfort-sur-le-Main le 18 septembre 1848

## Organisation
L'armée est composée de tous les types de troupes : infanterie, dont des chasseurs, cavalerie, artillerie et génie civil. On peut douter du fait que l'armée ait jamais atteint sa pleine puissance, en particulier dans les petits contingents, du fait du manque de moyens financiers.
Chaque corps d'armée était normalement constitué de deux divisions, elles-mêmes constituées de deux brigades, constituées de deux régiments. Il y avait également des exceptions à cette organisation avec 4 bataillons d'infanterie pour une brigade ou des régiments de cavalerie constitués de 4 escadrons. Un bataillon comportait normalement 1 200 hommes, toutefois la taille des compagnies variait de 120 à 250 hommes. Les escadrons comptaient 120 à 180 cavaliers et les batteries d'artillerie 8 canons. En temps de paix seule une partie des troupes était maintenue, une « souche », représentant dans l'infanterie environ 5/6 des officiers, 3/4 des sous-officiers et 1/6 des troupes. Dans la cavalerie 2/3 des troupes étaient toujours disponibles. La disposition des troupes était laissée à l'appréciation des commandants, contingent par contingent. À l'époque un service militaire n'existait qu'en Prusse, les autres États utilisant encore un système de conscription. Dans certaines armées le mercenariat était encore présent.

## Les troupes
La plus grosse partie des troupes était formée par l'infanterie. Les noms des différentes troupes étaient souvent issus de traditions, ainsi en général le mot Füsilier désigne les troupes à pied, bien que le terme Musketier (mousquetaire) était également d'usage en Prusse selon l'unité concernée. On différenciait également les grenadiers qui de par leur maniement dangereux de grenades étaient séparés du reste de l'infanterie. Leur prestige était d'ailleurs supérieur à celui des autres fantassins.
Les chasseurs armés de carabines n'étaient utilisés que dans des cas particuliers. Pour cette raison leur nombre était limité à 5 % du total. L'unité tactique était le bataillon, les compagnies et régiment étant plutôt des divisions d'ordre administratif et pour l'organisation logistique.
L'unité tactique pour la cavalerie était l'escadron. On opérait une différence entre cuirassiers, dragons, uhlans, hussards et chevau-légers.
Les cuirassiers faisaient partie de la cavalerie lourde, la taille des chevaux était en adéquation avec le poids de l'équipement. Le coût d'un tel ensemble était très élevé et les petits États y renonçaient en général. Ils étaient principalement utilisés pour porter une attaque décisive à l'ennemi. Les dragons étaient à l'origine de l’infanterie utilisant des chevaux pour se déplacer plus rapidement sur des points stratégiques du champ de bataille. Cependant leur rôle a évolué pour en faire des cavaliers à part entière, comptés soit dans la cavalerie lourde soit dans la cavalerie légère selon leur équipement. On peut dire la même chose des uhlans, dont l'uniforme rappelle leurs origines tartares et polonaises. Ils étaient caractérisés par le port d'une lance. Les hussards font eux partie de la cavalerie légère, constituée principalement de volontaires, leur grande portée leur permettait d'aller harceler l’ennemi derrière ses lignes. Les chevau-légers, font eux aussi partie de la cavalerie légère. C'est surtout un autre nom pour les dragons.
L'artillerie était divisée en 3 groupes : la Fahrende Artillerie (artillerie itinérante), la Berittene Artillerie (artillerie tirée par des chevaux) et la Fußartillerie (artillerie à pied). Dans le premier groupe, les canonniers étaient assis sur le canon. Pour la Berittene Artillerie, chaque soldat disposait d'un cheval afin de se déplacer rapidement. Cela était particulièrement utilisé quand on avait besoin d'un important renfort d'artillerie à un endroit précis. La Fußartillerie était de l'artillerie lourde, de longue portée. Les canonniers marchaient dans ce cas là à côté des canons.
Les grands États étaient responsables du génie. Les sapeurs s'occupaient de la construction ou la destruction de retranchements, les mineurs s'occupaient de la pose des mines, les pontonniers de la construction des ponts. Cependant, toutes ces troupes n'étaient pas rassemblées et parmi l'infanterie se trouvaient ainsi des sapeurs et des charpentiers pour surmonter rapidement les premiers obstacles. Lors des parades militaires, les sapeurs défilaient toujours devant l'infanterie en raison de leurs uniformes particulièrement pompeux. Le train s'occupait de son côté du ravitaillement. Lorsque celui-ci venait à manquer, des réquisitions auprès des fermiers locaux avaient lieu afin de s'approvisionner en foin.

## Armement
L'armement de l'infanterie, qui avait peu changé en 120 ans, est constituée d'une arme à chargement par la bouche à canon lisse à la fois bon marché et de moindre qualité. La précision était assez mauvaise, du fait que le canon était rapidement rempli par des trainées de poudre non consumée qui déviaient le projectile. À cause de cela, on utilisait des boulets de diamètre inférieur à celui du canon, ce qui rendait ineffectif le guidage du projectile. La portée effective des armes était ainsi limitée à 300 m. De plus, les dégagements de fumée engendrée par les armes réduisaient la visibilité à tel point, que sans vent, deux salves de suite étaient impossibles. Cela obligeait à effectuer des tirs groupés. Ce manque de visibilité explique aussi les couleurs vives des uniformes, qui permettaient encore aux commandants de distinguer et donc de diriger leurs troupes. Dans toutes les armées, les silex des détonateurs, très sensibles à l'humidité, furent remplacés dans les années 1830 par des munitions utilisant le fulminate de mercure. Cette évolution technologique se fit sans difficulté. À partir des années 1850, on voit apparaître les canons rayés chargés avec des balles creuses en plomb à pointe, venant remplacer les anciennes balles rondes. Les gaz dégagés par la poudre font pression sur le creux de la cartouche qui remplit alors tout l'espace disponible dans le canon qui la guide alors de manière correcte, la portée et la précision s'en trouvent améliorées. Afin d'améliorer le ravitaillement, une proposition d'harmonisation des munitions à un calibre de 13,9 mm, calibre déjà utilisé en Autriche, fut menée par les États du sud en 1856. Cette initiative est nommée la Vereinsgewehr. Les chasseurs étaient eux munis de carabines, plus précises que les fusils utilisés initialement par les fusiliers, mais dont le rechargement était nettement plus long. Il fallait, en effet, envelopper la munition avec un emplâtre puis la pousser dans le canon au moyen d'un marteau. La dernière amélioration notable dans l'armement de l'infanterie de l'armée de la confédération germanique est l'apparition des fusils à aiguille Dreyse prussiens.
Dans la cavalerie, les cuirassiers étaient équipés d'une épée, le pallasch (de), identique à celle qu'ils utilisaient déjà lors de la guerre de Trente Ans. Ils portaient en plus en général deux pistolets, placés dans des étuis sur leurs selles. Les uhlans portaient eux une lance. La cavalerie légère était armée de sabres, pistolets et de carabines à canon court, ce qui permettait de les recharger en selle.
La Fahrende Artillerie et la Berittene Artillerie utilisaient presque exclusivement deux calibres de canons à savoir 6 livres et 12 livres, ces unités de poids correspondant à la masse des boulets de fer utilisés. De manière exceptionnelle on trouvait également des canons de 8 livres. L'artillerie faisait également l'emploi d'obusiers, dont les munitions explosaient en arrivant sur la cible. Des boîtes à mitraille, constitués de nombreuses petites balles de plomb, servaient parfois de munitions à courte portée contre l'infanterie. Une amélioration fut apportée à ce type d'armement en 1830 environ  avec l'apparition des shrapnels, dont la portée et l'efficacité étaient supérieures. Par ailleurs, peu après l'introduction des canons rayés pour les fusils de l'infanterie furent introduits les canons rayés pour l'artillerie. En 1850, l'évolution technologique vers ce type d'armement était presque terminée, les obus avaient remplacé les balles rondes.
La Fußartillerie était équipée de canons de 12 livres et de 24 livres, d'obusier et de mortiers. Elle tirait par-dessus les troupes alliées et tentait de gêner l'avance ennemie. L'union des troupes était déterminante dans les batailles de l'époque. L'artillerie à pied servait aussi lors de siège, cependant les grands États possédaient des canons spécialement prévus à cet effet qui n'étaient sortis des arsenaux qu'en cas de besoin. L'unité militaire tactique dans l'artillerie était la batterie de 4 à 6 canons,.

## Uniformes et équipements
Malgré l'expérience acquise des guerres napoléoniennes, l'uniforme militaire avait peu évolué depuis lors. La coupe et le style des uniformes étaient à la mode de l'époque, l'apparence prenait le pas sur l'aspect pratique. Les uniformes des fantassins ressemblaient à une queue-de-pie. Afin de donner un aspect repassé à l'uniforme lors des parades militaires, les soldats bourraient parfois leur uniforme avec de vieux chiffons. Ces uniformes n'offraient aucune protection contre le froid, la pluie ou le vent et restreignaient les mouvements de leurs porteurs. Les pantalons avaient une coupe longue et comportaient une bande de tissu sous les pieds évitant qu'il ne remontent et ainsi lui donnait une allure plus stricte. En été, les pantalons d'uniformes de certains États étaient faits de lin blanc. L'armée autrichienne était également habillée avec des guêtres et des bottes. La plupart des soldats de l'époque suivaient la mode en portant des chaussures tailles hautes. Souvent les deux chaussures étaient indifférenciées et s'adaptaient à la forme des pieds avec le temps.
Le couvre-chef utilisé était un shako. Le cylindre le formant faisait jusqu'à 40 cm de haut et était recouvert d'une toile cirée. Des lacets, des emblèmes métalliques, des étoiles et d'autres insignes le décoraient et le rendaient relativement lourd. Les troupes bavaroises faisaient exception et portaient un casque surmonté d'une crête de fourrure. Certaines gardes portaient également des couvre-chefs faits de peau d'ours. Par ailleurs, les sangles des sacs à dos militaire peu abouties, la baïonnette et le sac de munitions entravaient également les mouvements des soldats. De plus, ils portaient dans leur équipement tout ce dont ils avaient besoin, y compris des sardines de tentes, des pelles, des hachettes… au total l'équipement total approchait les 40 kg.
Les cavaliers portaient des équipements différents en fonction de leur fonction. Les cuirassiers portaient encore le harnois complet, par la suite la pièce protégeant le dos fut abandonnée par la majorité des armées. Sous cette armure, ils étaient habillés d'une veste d'uniforme, d'un pantalon long et d'un casque avec ou sans crête de fourrure. Les dragons et les chevau-légers portaient soit un heaume soit un shako selon leur armée. Les uhlans portaient une coiffure à part, un casque surmonté d'une rectangle appelé Chapska. Les hussards portaient un uniforme d'inspiration hongroise, constitué d'un dolman et d'un fourreau typique, ils portaient également la moustache.
Dans les années 1840, l'uniforme évolue lentement en abandonnant la queue-de-pie pour l'usage d'une veste d'uniforme dite Waffenrock, plus adaptée aux besoins des soldats. Le casque à pointe, encore assez allongé à l'époque, fait son apparition en Prusse,.

## Formation militaire

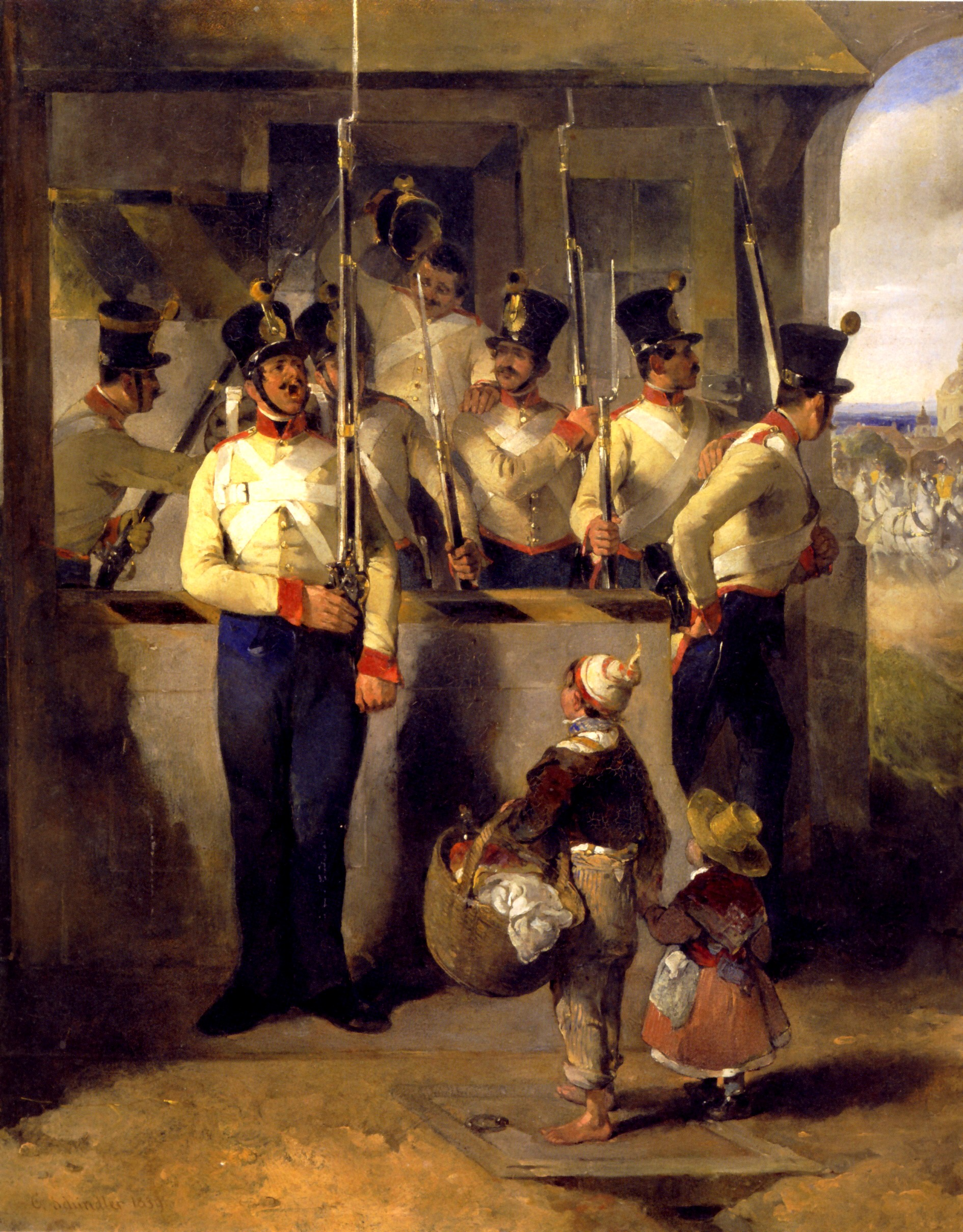
Sentinelle autrichienne en 1839

Lors de la constitution de l'armée de la Confédération germanique, une formation militaire complète des troupes y étant ralliées était prévue. Les guerres napoléoniennes avaient pourtant laissé un grand nombre d'États dans une situation les empêchant de subvenir à une telle dépense. Seules quelques écoles des cadets virent le jour. Dans ces conditions il était impossible de s'entraîner aux grandes manœuvres militaires. Dans les petits États les soldats étaient de plus occupés à des tâches annexes, limitant leurs disponibilités. La mauvaise qualité des armes à canon lisse rendait les exercices de tir peu concluants ; cela changea toutefois avec l'apparition des canons rayés. Des manœuvres avec plusieurs corps d'armée différents n'ont pour ainsi dire jamais eu lieu. En 1843, il est toutefois à noter un exercice du Xe corps d'armée dans le Lüneburger Heide, mais qui avait plus vocation à faire le spectacle qu'à travailler la tactique.
Dans les grands États, les futurs officiers recevaient une éducation centrée sur les connaissances dont ils auraient plus tard besoin. La gamme d'apprentissage proposée était particulièrement étendue dans les domaines de l'artillerie et de l'ingénierie, mais également dans l'art de la guerre. Jusqu'en 1846, aucune inspection ne fut réalisée, il est donc difficile d'évaluer le niveau réel de l'éducation reçue. Dans certaines armées, la formation était ainsi quelque peu déficiente. C'est seulement en 1846, qu'est décidée l'instauration par des généraux d'un examen commun pour les troupes. Cependant celui-ci se déroulant tous les 5 à 7 ans, cela n'eut que peu d'effet sur le niveau global des troupes.
En 1859, avec la seconde guerre d'indépendance italienne apparurent au grand jour les faiblesses de l'armée de la Confédération germanique. Seule la Prusse en tira les conséquences et réforma son armée en 1859 et 1860. Les améliorations dans le domaine de l'armement et de la formation font de l'armée prussienne un modèle pour les autres armées du nord de l'Allemagne.
Les plus petites armées se reposèrent alors de plus en plus sur la Prusse. Ainsi en 1861, les premières conventions militaires sont signées avec la Saxe-Cobourg et Gotha et en 1862 avec la Saxe-Altenburg.

## Fortification

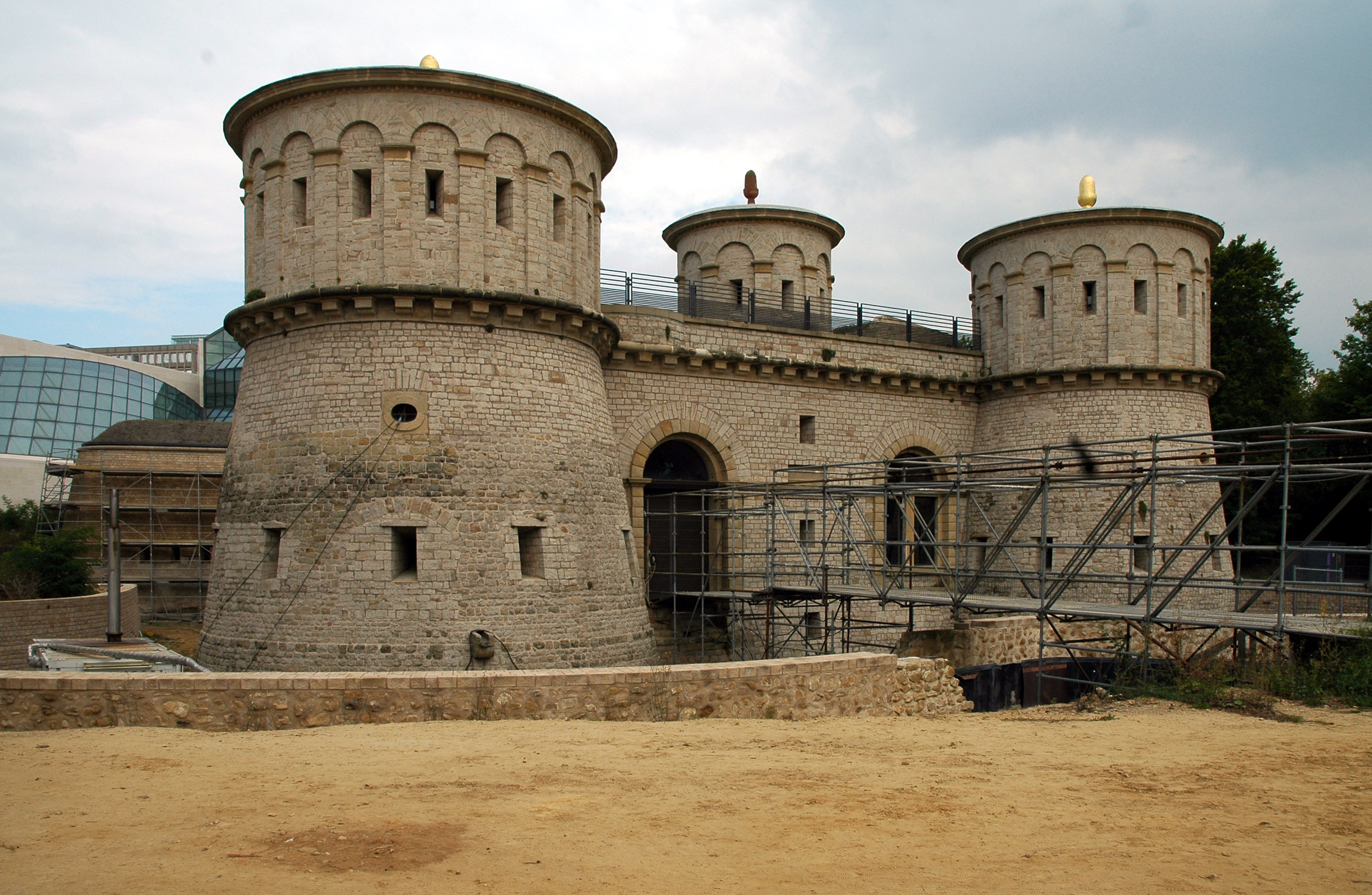
Fort Thüngen faisant partie de la forteresse du Luxembourg.

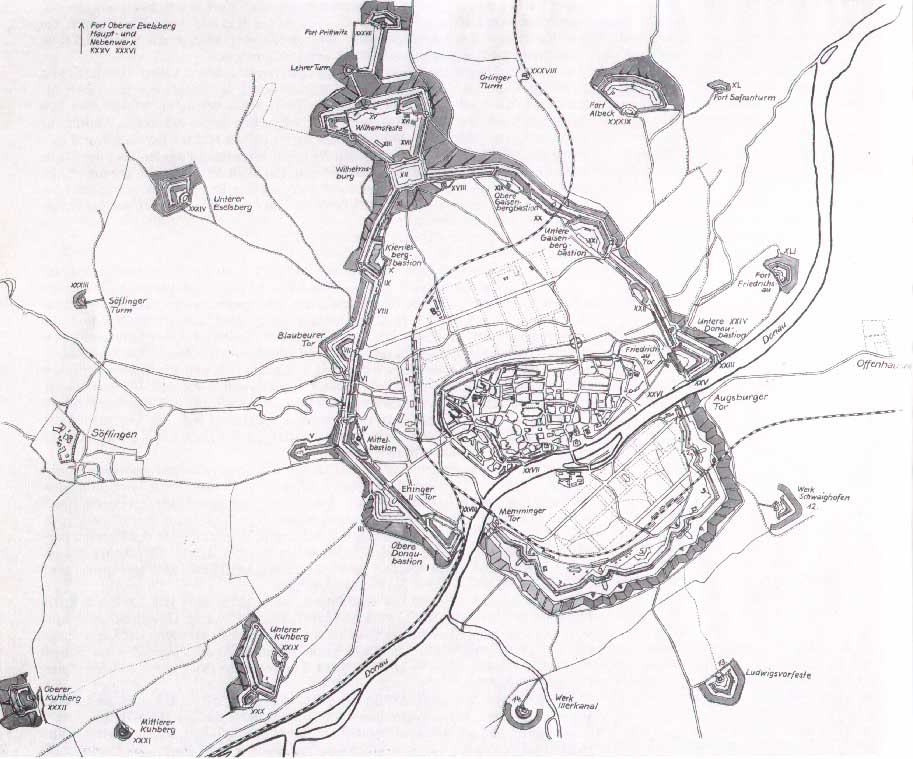
Plan de la fortification d'Ulm.

L'armée de la confédération possédait des forteresses de premier ordre. Dès 1818 le comité militaire de l'armée siégeant à Francfort décida la construction de fortifications pour sécuriser la frontière avec les pays non membres de la confédération. Les ressources permettant de financer ces constructions provenaient des dédommagements de guerre versées par la France en 1815. Depuis la guerre de Trente Ans cette dernière s'était avérée être l'adversaire le plus dangereux pour l'Allemagne, pour cette raison les forteresses de Luxembourg, Landau, Mayence, Rastatt (de) et Ulm (de) reçurent une attention particulière. Vinrent s'ajouter les forteresses d'Ingolstadt (de) et de Germershein (de) en Bavière, sans oublier celles de Coblence (de) et de Sarrelouis en Prusse. Ces places-fortes étaient dirigées par des militaires de l'armée de la confédération germanique. Elle choisissait également la composition des garnisons les protégeant, ainsi à Luxembourg la garnison est constituée au 3 quarts de soldats prussiens et le quart restant par des soldats luxembourgeois. Un général prussien en assurait la gouvernance. À partir du traité de 1856, l'intégralité des garnisons est également prussienne. Mayence et Coblence devaient protéger le Rhin moyen. Mayence possédait 7 000 hommes en temps de paix et pouvait en contenir jusqu'à 20 000 en temps de guerre. La garnison était constituée d'autant de Prussiens que d'Autrichiens, auxquels venait s'ajouter un régiment du Grand-duché de Hesse, sur lequel se trouvait la ville. Lors de la guerre de 1866, ce sont des troupes de Hesse-Cassel qui assurèrent la défense de la forteresse principalement. Dans la forteresse de Landau stationnent des troupes bavaroises en temps de paix. Elles devaient être rejointes par des troupes du Grand-duché de Bade en temps de guerre. À Ulm, les troupes provenaient de Wurtemberg et d'Autriche. À Neu-Ulm, elles venaient de Bavière. Les gouverneurs de ces forteresses furent alternativement de Bavière et du Wurtemberg. Enfin à Germersheim, Ingolstadt, Coblence et Sarrelouis stationnaient des troupes locales. Les autres forteresses se trouvant sur le territoire de la confédération n'étaient certes pas dirigées par celle-ci mais en cas de conflit se retrouvaient automatiquement dans le dispositif de défense du pays,,.

## Bannière et symboles

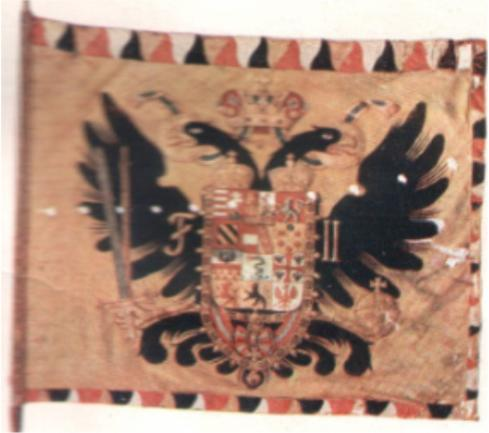
Bannière d'un régime autrichien

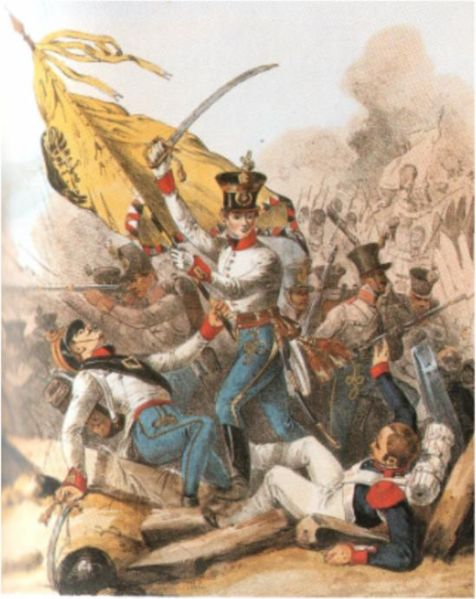
Infanterie et drapeau hongrois, l'officier porte un Zwoagerl sur son shako

Sur le champ de bataille chaque bataillon portait une bannière. Elle était extrêmement importante, en effet après chaque salve la fumée dégagée par les tirs réduisait fortement la visibilité. La bannière donnait un point de ralliement évitant que ce manque de visibilité désorganise l’armée. Les bannières étaient blanches jusqu'en 1848. Par la suite, la bannière noir-rouge-or s'impose partout sauf en Autriche. Cela ne dure qu'un temps, mais en 1866, les troupes des États du sud la remettent au goût du jour. Il est à noter que les troupes de Francfort ont porté de manière continue cette cocarde. Les troupes autrichiennes portaient soit une feuille de chêne à trois branches soit une branche de sapin sur leurs chapeaux. Cet emblème était appelé « Zwoagerl ».

## Sources